# Stephanostema
Stephanostema es un género monotípico de fanerógamas de la familia Apocynaceae. Contiene una única especie Stephanostema stenocarpum, es originaria de África donde se encuentra en Tanzania.

## Descripción
Es un arbusto erecto que alcanza un tamaño de 0.25–2 m de altura, con látex blanco; corteza rugosa, y lenticelas de color marrón pálido, glabra, las ramas de castaño a rojo, terete. Hojas pecioladas; ovadas, obovadas o elípticas, de 4.8–9.5 cm de longitud y 1.7–3.7 cm ancho, ápice acuminado, la base reodendeada o cuneada; peciolo de 2–3 mm long. Inflorescencia laxa, de 1.5–2 cm long,  brácteas de 2 mm long, pedúnculo 2.5–3 mm long; pedicelos 5–9 mm long. Flores con los sépalos ovados; corola con tubo amarillo de 3–4 mm long. Fruto de color verde pálido de 10–15 cm long, 3–5 mm ancho; smillas de 9–10 mm long.

## Taxonomía
Stephanostema stenocarpum fue descrito por Karl Moritz Schumann y publicado en Botanische Jahrbücher für Systematik, Pflanzengeschichte und Pflanzengeographie 34: 325. 1904.